# Howard Zinn
Howard Zinn (Nova Iorque, 24 de agosto de 1922 – Santa Mônica, 27 de janeiro de 2010) foi um historiador, cientista político e ativista e dramaturgo estadunidense, mais conhecido como autor do livro People's History of the United States , que vendeu mais de um milhão de cópias desde que foi lançado em 1980.
Ele havia sido uma figura proeminente dos movimentos pacifista, antibelicista, pelo reconhecimento de direitos e liberdades civis desde os anos 1960. Autoproclamado anarquista em diversas ocasiões, Zinn reconhecia seu pensamento e obra em profunda relação com esta filosofia política. Durante as últimas décadas, participou da dissidência política estadunidense, tecendo profundas críticas às instituições capitalistas e aos estados nacionais.
Zinn faleceu em janeiro de 2010, aos 87 anos de idade, vítima de um ataque cardíaco, durante uma viagem à cidade de Santa Mônica, na Califórnia.

## Biografia

### Infância
Zinn nasceu numa família de imigrantes judeus no Brooklyn. Era filho de Edward Zinn, que havia emigrado da Áustria-Hungria para os Estados Unidos com o irmão antes da eclosão da Primeira Guerra Mundial, e Jennie Rabinowitz Zinn, uma dona de casa originária da cidade de Irkutsk, na Sibéria oriental.
Os pais de Zinn possuíam educação formal limitada quando se casaram, e não havia livros ou revistas na série de apartamentos nos quais criaram os filhos. Eles apresentaram a literatura ao filho enviando 25 centavos de dólar mais um cupom ao New York Post para receberem cada um dos vinte volumes das obras de Charles Dickens.
Ele frequentou o ensino médio no colégio público Thomas Jefferson, onde estudou escrita criativa num programa estabelecido pelo poeta Elias Lieberman. Zinn trabalhava no estaleiro da Marinha no Brooklyn quando conheceu a futura esposa Roslyn Shechter. "Ela trabalhava como secretária. Ambos trabalhávamos no mesmo bairro, mas não nos conhecíamos. Um amigo mútuo me pediu para entregar algo a ela. Ela abriu a porta, eu a vi, e foi isso", Zinn declarou ao jornal Boston Globe.

### Carreira militar
Zinn avidamente se alistou à Força Aérea durante a Segunda Guerra Mundial para combater o fascismo. Ele participou de bombardeios na Alemanha, na Checoslováquia e na Hungria. A participação de Zinn no movimento pacifista foi, em parte, influenciada por suas próprias experiências no Exército. Em abril de 1945, ele participou de um dos primeiros usos de napalm da história, que ocorreu contra o último enclave nazista na França, na cidade de Royan.
Em outubro de 1944, durante sua primeira licença do Exército, Zinn se casou com Roslyn, com quem namorava via correio. O casamento duraria até a morte dela, em 2008. Por seus esforços como artilheiro de bombardeiro na Segunda Guerra Mundial, Zinn receberia a Medalha do Ar, além de ascender para o posto de segundo sargento na hierarquia militar.
Nove anos após os bombardeios de Royan, Zinn descobriu que as bombas visando os soldados alemães também atingiram alvos civis franceses. Ele chegou a esta conclusão após uma visita a Royan para examinar documentos oficiais e conversar com os residentes. Em seus livros The Politics of History e The Zinn Reader, Zinn descreve como os bombardeios foram ordenados no final da guerra por militares mais motivados pelo desejo de subir na hierarquia militar do que por objetivos militares legítimos.

### Carreira acadêmica e ativismo

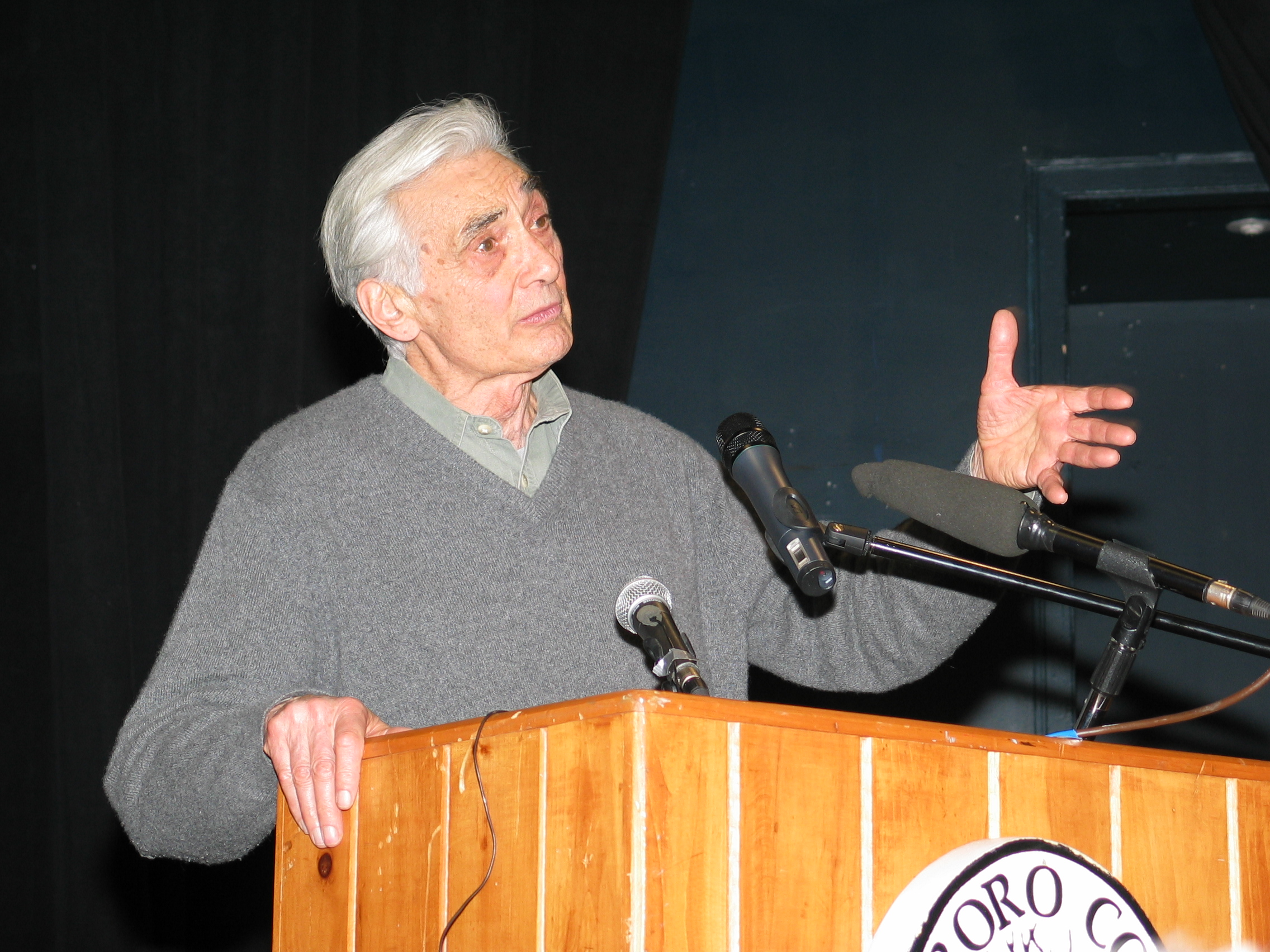
Zinn em uma palestra no Colégio Marlboro em fevereiro de 2004.

Após a Guerra, Zinn trabalhou numa série de trabalhos servis antes de entrar na Universidade de Nova Iorque através de um programa educacional do Exército aos 27 anos de idade. Ele trabalhava à noite num armazém de caminhões de carga para sustentar seus estudos. Ele recebeu um bacharelato da universidade em 1951, seguido por um mestrado e doutorado em história pela Universidade Columbia.
Zinn foi instrutor na Upsala College e professor convidado no Brooklyn College antes de ingressar no corpo docente da Spelman College, em Atlanta, em 1956. Ele atuou como presidente do departamento de história da instituição direcionada para mulheres negras. Dentre suas estudantes, estava a novelista Alice Walker, que o chamou de "melhor professor que eu já tive", e Marian Wright Edelman, futura chefe da Children's Defense Fund, organização de defesa dos direitos das crianças.
Foi durante esta época que Zinn se envolveu no movimento pelos direitos civis. Ele atuou no comitê executivo do Student Nonviolent Coordinating Committee (em português:  Comitê de Coordenação Não-Violenta dos Estudantes), a mais combativa organização da sociedade civil na época, e participou de inúmeras passeatas. Em 1961, Zinn obteve pós-doutorado em estudos leste asiáticos pela Universidade de Harvard.
Em 1964, Zinn virou professor associado de ciência política da Universidade de Boston, sendo efetivado no cargo dois anos depois. Àquela altura, o foco de sua militância tornou-se a Guerra do Vietnã. Zinn participou de inúmeras palestras e comícios, e chamou a atenção da mídia nacional quando foi a Hanói em 1968 com o reverendo Daniel Berrigan, outro ativista contra a guerra, para acolher três prisioneiros de guerra libertados pelos norte-vietnamitas.
Em 1980, publicou o livro A People's History of the United States que, através da inspiração na pedagogia crítica de Paulo Freire, conta a história dos Estados Unidos através da perspectiva do povo estadunidense, e não das elites. Em 1988, Zinn decidiu aposentar-se prematuramente para se concentar exclusivamente a suas palestras e livros. Além disso, escreveu as peças de teatro Emma, sobre a líder anarquista Emma Goldman, e Daughter of Venus.

### Morte
Howard Zinn morreu em 27 de janeiro de 2010, aos 87 anos de idade, durante uma viagem à cidade de Santa Mônica, na Califórnia. De acordo com sua filha, Myla Kabat-Zinn, Zinn faleceu devido a um ataque cardíaco. Ele também deixou para trás um filho, Jeff, além de três netas e dois netos.
Companheiro de Zinn no ativismo político de esquerda, o professor do Instituto de Tecnologia de Massachusetts Noam Chomsky declarou que "ele deixou uma contribuição incrível para a cultura intelectual e moral americana". "Ele mudou a consciência da América de uma forma muito construtiva. Eu realmente não consigo pensar em ninguém a quem eu posso comparar a ele nesse quesito", acrescentou.
O ator Ben Affleck, amigo da família Zinn durante a infância, lançou uma declaração dizendo que "Howard tinha uma grande mente e foi uma das grandes vozes na vida política americana". "Ele me ensinou o quão valiosa, o quão necessária, a dissidência foi para a democracia e para os próprios Estados Unidos. Ele ensinava que a história foi feita pelo homem comum, e não pelas elites. Tive a sorte de conhecê-lo pessoalmente e vou carregar comigo aquilo que aprendi com ele, e tentar transmitir aos meus próprios filhos", acrescentou.